# العمارة العامية لمنطقة الكاربات
يعتمد الفن المعماري العامي لمنطقة الكاربات على مصادر بيئية وثقافية لإنشاء تصميمات فريدة من نوعها.
تشير العمارة العامية إلى العمارة الشعبية الغير احترافية، بما في ذلك عمارة القرويين. في كاربات والتلال المحيطة بها، يعد الخشب والطين مواد البناء التقليدية الأساسية.

## تأثير الثقافة والدين

### المسيحية الشرقية
لأن معظم الأوكرانيين والروسين والرومانيين من المسيحيين الشرقيين، فقد دمجت تقنيات البناء الخاصة بهم تقليديًا الاعتبارات الدينية في مبانيهم؛ التي تختلف عن جيرانهم الغربيين المسيحيين واليهود.
أولاً، تنقسم جميع الكنائس إلى ثلاثة أجزاء( مجاز الكنيسة، صحن(الكنيسة)، والحرم)؛ وتشمل الحاجز الأيقوني(جدارًا من الأيقونات). غالبًا ما يكون الشكل الخارجي صليبيًا(على شكل صليب)، ولكنه سيتضمن دائمًا قبة مركزية، وغالبًا ما يكون هناك عدة قباب أخرى. يتجه أبناء الأبرشية إلى الشرق أثناء العبادة، ولا توجد مقاعد.
يواجه كلاً من الباب والنوافذ الرئيسية للمنزل الجنوب (كما هو الحال في التصميم الشمسي السلبي)، ويتم عرض الأيقونات والأدوات الدينية الأخرى في ركن أيقونات خاص، عادةً على الجدار الشرقي.

### اليهودية
تشتهر المعابد اليهودية في شرق وسط أوروبا بتصميمها الفريد الخشبي كلياً.

## المواد والتقنيات
تختلف التفاصيل من مكان لآخر؛ ولكن غالبية المنازل في هذه المنطقة؛ كانت تقليديًا عبارة عن مخطط مستطيل من طابق واحد. غرفة أو غرفتين؛ مدخنة مركزية سقف الجملون أو الجملون المنحدر أو سقف مسنم؛ والواجهات الخارجية بالقصارة أو مرشوشة بالجير.
المواد المستخدمة هي تلك التي يمكن شراؤها محليًا، بما في ذلك الخشب (عادةً البلوط)، الوحل، القش، والحجر الخام، الجير، وروث الحيوانات. عادةً ما تكون الأسطح في المناطق ذات الغابات الكثيفة والتلال مكسوة بألواح خشبية، في حين تستخدم المناطق المسطحة والأكثر انفتاحًا قش الشيلم المزروع بشكل تقليدي.
في أواخر القرن التاسع عشر، هيمن نوعان من البناء، البناء الخشبي الأفقي، وبناء الهيكل الخشبي. كانت الجدران الخشبية شائعة في المناطق؛ التي يتوفر فيها الخشب. في الأماكن ذات الأخشاب الرديئة جدًا أو نقص شديد في الأخشاب، يمكن أيضًا استخدام تقنيات الدعامة والعتبة أو وتل وطين.
لبناء جذوع الأشجار الأفقية، يجب أن يتم تحزيز جذوع الأشجار لتتماسك معًا. إن حز السناد البسيط هو الأسهل وبالتالي فهو شائع. يتم استخدام التعشيقة من قبل الأشخاص ذوي الخبرة الأكبر في المشغولات الخشبية.

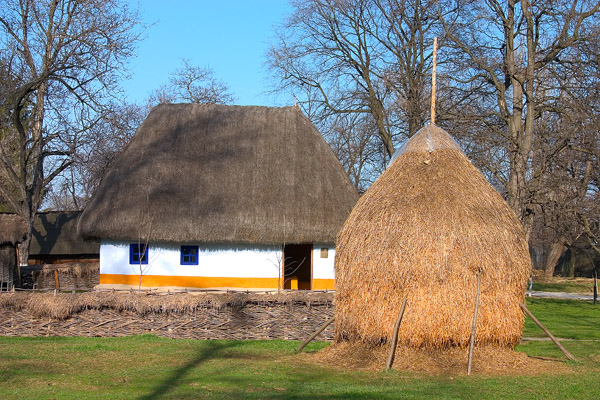
منزل مُسقف بالقش وجدران مُجصصة ومرشوشة بالجير، من متحف القرية الوطنية ديمتري غوستي في بوخارست، رومانيا

يُجصص العديد من الأشخاص في هذه المنطقة منازلهم الخشبية من الداخل والخارج لمنع الرطوبة وتحسين العزل وإخفاء عيوب البناء وللقيمة الجمالية العامة. يُصنع الجص التقليدي من الطين والماء والروث والقش أو الحثالة. يمكن وضع عدة طبقات؛ لإضفاء لمسة ناعمة، ثم تغطيتها بالجير والماء؛ لصُنع لون أبيض مُحبب ولحماية الطين من المطر.
يُعتبر التسقيف بالقش تقليدياً، لكن شعبيته تراجعت منذ أكثر من قرن؛ لأنه قد يُشكل خطر الحريق. الأرضيات الترابية شائعة، وتصبح صلبة عن طريق غسلها بخليط الروث، على الرغم من تفضيل الأرضيات الخشبية.

## التراث العالمي
- الكنائس الخشبية في أوكرانيا
- الكنائس الخشبية في ماراموريس
- الكنائس الكارباتية الخشبية
- الكنائس الخشبية في جنوب بولندا الصغرى
- نمط زاكوباني للهندسة المعمارية